# فیلیپ بوردوناو
فیلیپ بوردوناو (فرانسوی: Philippe Bordenave‎؛ زادهٔ ۴ مارس ۱۹۶۹) دوچرخه‌سوار اهل فرانسه است.